# Giovanni Maria Filippi
Giovanni Maria Filippi, též Giovanni Maria Philippi, (kolem roku 1565 Dasindo u Tridentu - 1630 Brno) byl severoitalský architekt, stavitel a kameník římského manýrismu a raného římského baroka v Čechách a na Moravě. V současnosti je pokládán za nejvýznamnějšího architekta rudolfínské Prahy, tedy prvních dvou desetiletí 17. století.

## Život
Narodil se v jižním Tyrolsku v městečku Dasindo v okrese Lomaso v tridentské diecézi v rodině Bartolommea Filippiho a jeho ženy Pasquy. Nejprve se učil kameníkem a sochařem v Innsbrucku a v Tridentu. Roku 1595 se oženil, manželka Biaggia di Francesco Olivieri mu porodila tři děti: 1596 syna Antonia, 1600 dceru Mariu a roku 1606 syna Rudolfa. Roku 1600 se rodina přesunula do Říma, kde Filippi studoval především architekturu.
Z Říma ho císař Rudolf II. povolal do Prahy a od roku 1602 se zde Filippi trvale usadil. Panovník mu poskytl jeden z menších domů na Hradčanech. Dostával plat 360 zlatých rýnských a jednou ročně příplatek 100 tolarů. V letech 1602-1616 pracoval v Praze jako dvorní stavitel císaře Rudolfa II. a bydlel i s rodinou na Pražském hradě. Roku 1606 dal pokřtít svého syna Rudolfa v katedrále sv. Víta za přítomnosti křestního kmotra císaře Rudolfa II. Dále pracoval v Praze pro císaře Matyáše, šlechtu i město, zejména na Pražském hradě a na Malé Straně. V letech 1610-1611 cestoval do Říma a do Mnichova.
Konec pražského působení Giovaniho Maria Filippiho začíná aférou v roce 1604, kdy zpronevěřil měď určenou na pokrytí kostela na Karlově. Císař ho nepotrestal, ale stavitel musel ztrátu zaplatit. Filippi poté Prahu opustil a odešel do Lince, kde vedl stavbu tamního zámku. V roce 1617 přesídlil do Brna, kde v roce 1618 získal měšťanské právo, postavil si dům v Široké ulici a jako stavitel tam působil ještě v roce 1620.
Ve službách Karla z Lichtenštejna byl od roku 1621 a vypracoval plány na poutní kostel ve Vranově u Brna s rodinnou hrobkou Lichtensteinů. Karlu Lichtensteinovi dále postavil vilu v Lednici. Projektoval i pro Ladislava Velena ze Žerotína zámek v Moravské Třebové. Roku 1620 je doložena jeho zakázka pro Ladislava Šlejnice ze Šlejnic.

## Významné stavby

### Matyášova brána na Hradčanech

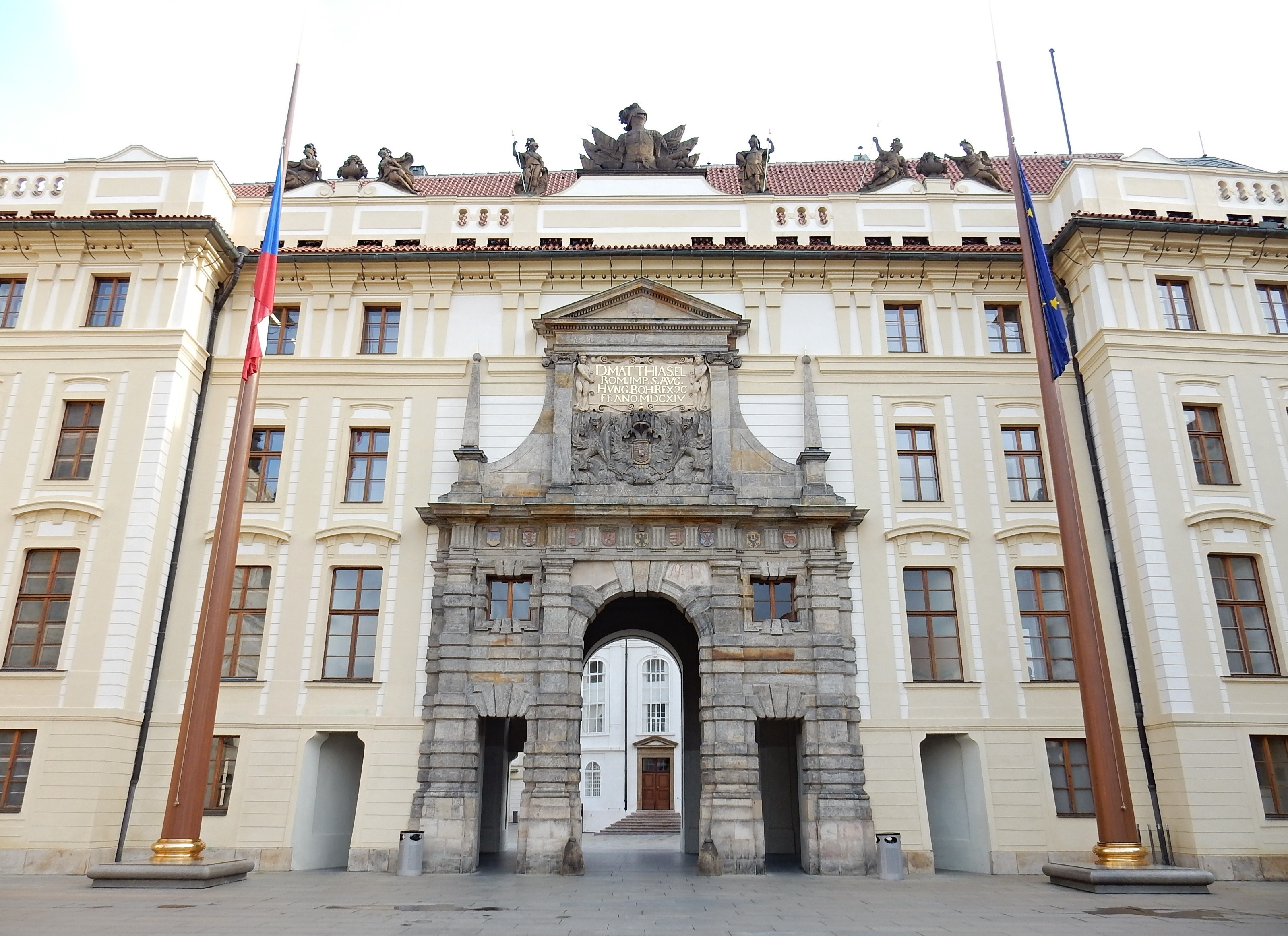
Matyášova brána

Giovani Maria Filippi je pokládán za autora Matyášovy brány na Pražském hradě, která je označována za první barokní stavbu v Čechách. Tuto zakázku vytvořil pro Rudolfa II. před rokem 1600. Rudolf II. se inspiroval španělským královským sídlem Escorial a žádal svého vyslance v Madridu, aby mu zajistil technické výkresy objektu. Filippi na základě zadání pak postavil bránu, která měla podobné architektonické prvky jako stavby v Escorialu - prvky dórského řádu v přízemí a jónského v patře, trojúhelný štít, na bocích čtvrtkruhová okna, čisté obelisky nebo čtyři polosloupy. Tato brána byla součástí hradební zdi, kterou převyšovala štítem s císařským znakem podobně jako antické triumfální oblouky. Svou jedinečnost ztratila v šedesátých letech 18. století, kdy se stala součástí nového paláce.

### Kostel Nejsvětější Trojice na Malé Straně

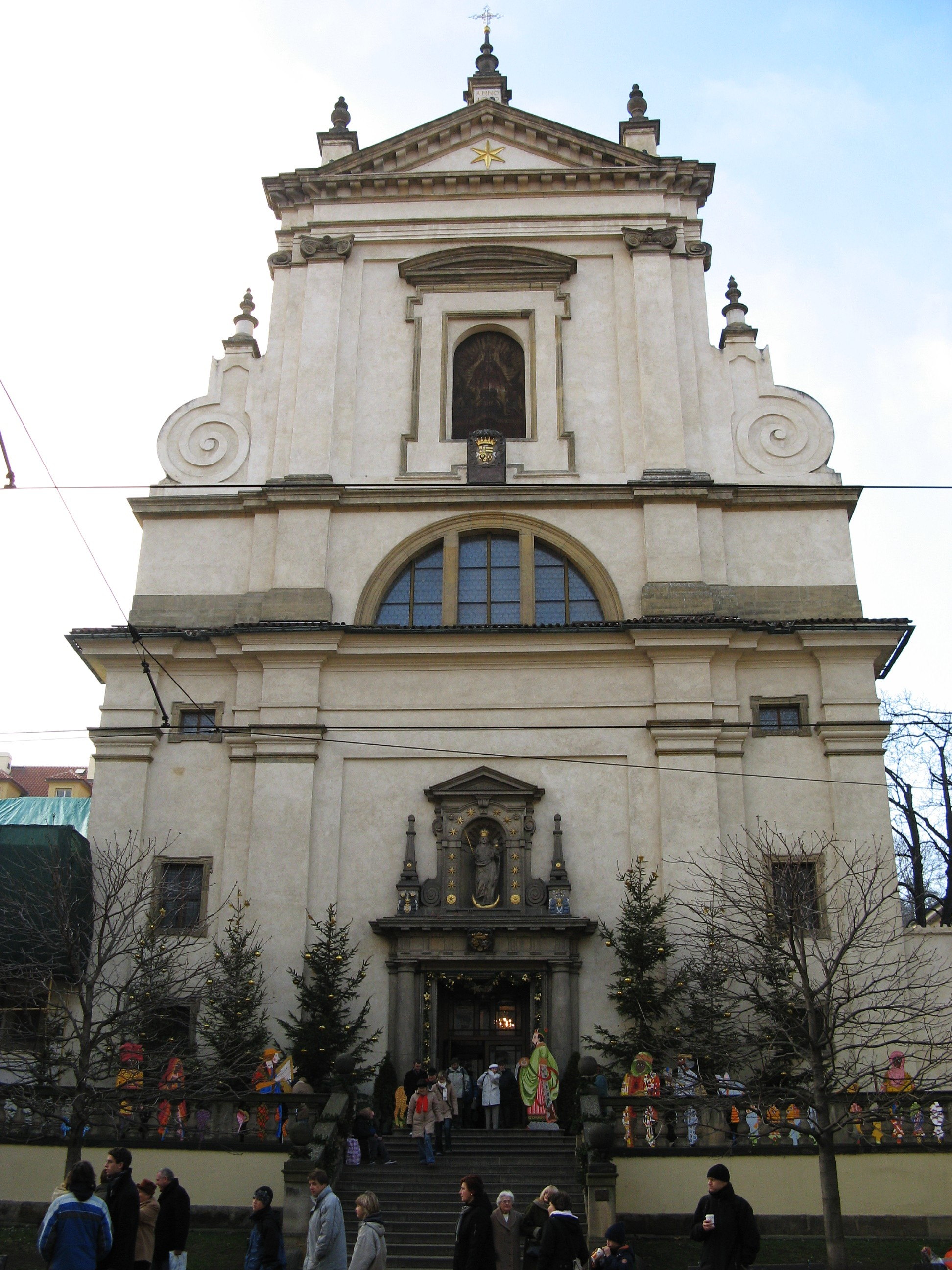
Kostel Panny Marie Vítězné

Kostel Nejsvětější Trojice na Malé Straně v Karmelitské ulici postavil Giovani Maria Filippi v letech 1611-1613 pro německy mluvící luterány. Tato stavba předznamenala pozdější vývoj podobných barokních kostelů. Byla jednolodní o třech klenebních polích a s nižším a užším presbyteriem. Filippi vypracoval projekt a byl pověřen i realizací stavby. Kostel byl tradičně orientován na východ a průčelí směřovalo k Petřínu. Do chrámu se vcházelo z nově vzniklé zahrady přiléhající k severní části budovy.
V roce 1620 po bitvě na Bílé hoře byli luteráni vyhnáni a v roce 1624 se novými majiteli stali karmelitáni. Ti změnili orientaci kostela, takže se do něj vcházelo z Karmelitské ulice. Nyní se jmenuje chrám Panny Marie Vítězné a sv. Antonína Paduánského a je zde uloženo celosvětově známé Pražské Jezulátko.

## Dílo
Giovanni Maria Filippi jako dvorní stavitel vedl rozsáhlou stavební činnost, často dodal jen projekt, dělal částečné úpravy na císařovo přání nebo vedl stavbu s kolektivem vybraných dvorních umělců.
- Přestavba gotického chrámu Santa Maria Assunta v Dasindu, nový portál
- farní kostel sv. Rocha na Strahově (1602-11)
- Císařská konírna na 2.nádvoří Pražského hradu (1602 – 1605)
- Španělský sál (1604-1606) – v 1. patře nad konírnou
- císařský zámek v Brandýse nad Labem
- císařský zámek v Přerově nad Labem
- císařský zámek Lysá nad Labem
- císařský zámek Benátky nad Jizerou
- zámek Chlumec nad Cidlinou (Vysoký Chlumec)
- Císařský mlýn v Praze – Bubenči
- dvorní kostel Neuburg an der Donau, přestavba
- zámek v Linci
- Císařský dům pro Rudolfa II. v Plzni 1606 – 1609
- protestantský kostel Nejsv. Salvátora v Praze na Starém Městě
- klášter augustiniánek u sv. Kateřiny v Praze na Novém Městě
- novostavba kláštera augustiniánů u sv. Tomáše v Praze na Malé Straně
- rekonstrukce hradu v Innsbrucku (1611)
- novostavba chrámu v Arcu u Dasinda
- Castrum doloris pro pohřební slavnost císaře Rudolfa II. (1612) v katedrále sv. Víta
- Matyášova brána (1613 – 1616) – vstupní průčelí 1. nádvoří Pražského hradu
- Luteránský kostel Nejsvětější Trojice na Malé Straně (1611-1613; 1644 přestavěn na katolický chrám Panny Marie Vítězné s klášterem karmelitánů)
- Malostranská radnice (1616 projekt?), 1617-1620 stavěl Giovanni Maria Bussi de Campione
- zámek v Moravské Třebové
- Bazilika Nanebevzetí Panny Marie, Stará Boleslav
- dům v Brně, Široká ulice
- vila Lichtenštejnů v Lednici
- poutní kostel s kryptou – rodinnou hrobkou Lichtenštejnů ve Vranově u Brna, vypracoval projekt, 1621-1630 za jeho dozoru stavbu vedl Andrea Erna
- kostel sv. Josefa řádu františkánek v Brně v Josefské/Orlí ulici[2]